# Pan Qingfu
Pan Qingfu, znany również jako Wielki Mistrz Pan (chiń. 潘清福, ur. 9 maja 1939  – zm. 29 czerwca 2017 w Kitchener) – chiński mistrz wushu urodzony w prowincji Shandong w Chinach.
Pan Qingfu mieszkał Kitchener w Kanadzie. Był honorowym prezesem Zjednoczonej Kanadyjskiej Federacji Wushu. W 2002 roku jako pierwszy człowiek w historii został uhonorowany 10 stopniem przez Konfederację Kanadyjskich Organizacji Wushu, która ma tylko 9 stopni. Mistrz Pan był wielokrotnym mistrzem Chin kung-fu oraz służył jako trener w Instytucie Wychowania Fizycznego w Shenyang. W latach 60. został powołany przez chiński rząd do walki przeciwko grupom przestępczym. Po pojmaniu 23 uzyskał przydomek Pogromca gangów. Pracował również jako instruktor w pekińskiej policji oraz w chińskich oddziałach specjalnych.
Wystąpił w kilku filmach, między innymi w Klasztorze Shaolin z 1982 roku, w którym po raz pierwszy można było zobaczyć aktorstwo Jeta Li oraz grał siebie samego w ekranizacji książki Marka Salzmana Żelazo i jedwab w 1990 roku.
Pan Qingfu zmarł 29 czerwca 2017 roku w kanadyjskiej miejscowości Kitchener.

## Kariera aktorska
1. Last to Surrender (1999) jako Bong Bong
2. Nan bei Shao Lin (1986)
3. Shao Lin xiao zi (1984) - jako "Kids from Shaolin" - Philippines (English title)
4. The Shaolin Temple (1982) - jako "Shaolin Si" - Hong Kong (original title)